# Un ragazzo come noi
Un ragazzo come noi (One of the Boys) è una serie televisiva statunitense in 13 episodi trasmessi per la prima volta nel corso di una sola stagione nel 1982. È una sitcom incentrata sulle vicende dell'anziano Oliver Nugent che va a vivere a casa del nipote.

## Trama
Oliver Nugent è un arzillo anziano, che, insieme al suo amico Bernard Solomon, un ex attore, lascia la sua casa di riposo e si trasferisce da suo nipote, lo studente Adam Shields che sta frequentando lo Sheffield College del New Jersey, e dal suo compagno di stanza, Jonathan Burns. Tra gli altri personaggi vi sono la fidanzata di Adam, Jane (Meg Ryan), e la loro padrona di casa, la signora Green (Francine Beers), che è affascinatala da Oliver.

## Personaggi e interpreti
- Oliver Nugent (13 episodi, 1982), interpretato da Mickey Rooney.
- Adam Shields (13 episodi, 1982), interpretato da Dana Carvey.
- Jonathan Burns (13 episodi, 1982), interpretato da Nathan Lane.
- Mrs. Green (13 episodi, 1982), interpretata da Francine Beers.
- Bernard Solomon (13 episodi, 1982), interpretato da Scatman Crothers.

### Guest star
Tra le guest star: Barney Martin, Cleavon Little, Lauren White, Wendie Malick, Loni March, Dick Latessa, Olympia Dukakis, Frances Helm, Bonnie Lysohir, Rosemary Prinz, Valerie French, Estelle Getty.

## Produzione
La serie fu prodotta da Columbia Pictures Television e TOY Productions e girata, tra le altre location, nella Drew University di Madison, New Jersey. Le musiche furono composte da Zina Goldrich.

### Registi
Tra i registi sono accreditati:
- Lee Bernhardi in 6 episodi (1982)
- Peter Baldwin in 4 episodi (1982)
- Doug Rogers in 3 episodi (1982)

### Sceneggiatori
Tra gli sceneggiatori sono accreditati:
- Bernie Orenstein in 5 episodi (1982)
- Saul Turteltaub in 5 episodi (1982)
- Dinah Kirgo in 3 episodi (1982)
- Julie Kirgo in 3 episodi (1982)
- Don Flynn in 2 episodi (1982)

## Distribuzione
La serie fu trasmessa negli Stati Uniti dal 23 gennaio 1982 al 24 aprile 1982  sulla rete televisiva NBC. In Italia è stata trasmessa con il titolo Un ragazzo come noi.

## Episodi
| Stagione       | Episodi | Prima TV USA |
| -------------- | ------- | ------------ |
| Prima stagione | 13      | 1982         |